# Capcir
|  | Aquest article tracta sobre la comarca nord-catalana. Vegeu-ne altres significats a «el Capcir». |

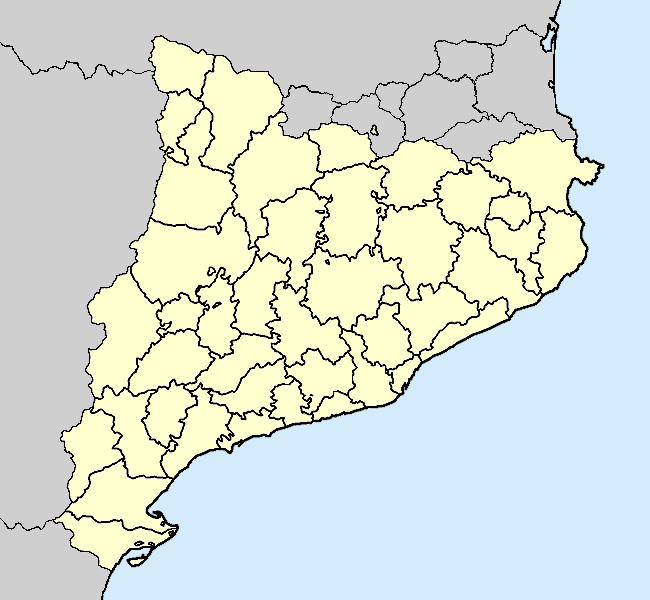
Mapa de Catalunya i de les comarques històriques.

El Capcir (localment pronunciat [kəd'zi]) és una comarca del Principat de Catalunya que actualment es troba sota l'administració de l'Estat francès. La seva capital és Formiguera. És al nord-est de la Cerdanya i al nord-oest del Conflent. Al nord, fa frontera amb la comarca occitana, parçan en la seva llengua, del Donasà. És vertebrada pel riu Aude, que la drena de sud a nord. El gentilici que reben els seus habitants és capcirenc, capcinès o capciner.

## Generalitats
El Capcir forma un altiplà situat a 1.500 metres de mitjana i és el lligam entre l'alta vall de l'Aude i la Cerdanya. Aquesta comarca, rural fins fa poc, ha crescut considerablement durant els darrers quaranta anys, gràcies al seu atractiu turístic. El Capcir té dos sobrenoms: el Petit Canadà o la Petita Sibèria. Això dona una idea del clima que, de vegades, hi pot haver a l'hivern. El nom de Sibèria sembla particularment apropiat perquè el Capcir representa un dels darrers refugis a Europa occidental d'una planta àrtica: la ligulària (Ligularia sibirica).
Altiplà dels Pirineus, coberts de boscos i clapejat d'estanys, és un paradís per als excursionistes i per a l'esquí de fons.
Les dites sobre aquesta comarca són: A Capcir, ni bona egua, ni bon rossí, La gent del Capcir (un bon matí) trobarà(n) un pi dins (al mig d') el tupí, i En Capcir, no dona ni pollí. Llur sobrenom és els pegots, que els prové del fet que hi abunden els arbres resinosos.

## Història
El Cartulari del Capcir, constata que, el 791, el Capcir feia partida d'un pagus dit Reddesium (o Rhedesium) o Pagus Rhedensis. Aquest cartulari estableix que Sigebode, arquebisbe de Narbona, en una acta del 873 que menciona la consagració d'una església a Formiguera, prenia el títol de prelat diocesà del Reddesium.
El Capcir fou conegut durant el segle ix amb el nom de la Muntanya d'Aude (per tal com forma part de l'alta conca de l'Aude) i pertanyia inicialment al Comtat de Rasès, al sud del qual es troba, com també hi pertanyia la Fenolleda, el Donasà o el País de Salt. Per la seva geografia, la seva adscripció inicial fou el territori llenguadocià, si no hagués estat per un fet històric que tingué lloc pels voltants de l'any 870, quan va passar a formar part del domini de la casa comtal d'Urgell-Cerdanya.
Com a part del territori de Rasès, separada del comtat de Narbona, era regit pel comte Berà, establert al Conflent, el qual va regir també el comtat de Barcelona des de la seva conquesta el 801 fins que, acusat de traïció, fou deposat, i els seus bens confiscats el 820. Durant set anys sembla que el va regir el seu fill Guillemó fins a la revolta de l'any 827. per aquests temps el comtat de Rasès havia passat sota la dependència de Tolosa, des de la partició del 817, i per açò i tingué un fort ascendent el comte Bernat de Septimània i Gaucelm, els qui, segons sembla, governaren el comtat conjuntament fins al 844. Després d'un parell més de governs comtals de descendents de Berà, a mitjan segle ix va entrar a governar el Rasès i, per tant, el Capcir la família comtal de Carcassona, emparentada amb la d'Urgell-Cerdanya i després Barcelona.
Vers el darrer quart dels segle ix sembla que el governaren conjuntament els comtes Guifré I de Barcelona, dit «el pilós», Miró el Vell, germà seu, i Oliba II i Acfred I, tots els quals s'aplegaren el 873 en la consagració de l'església de Formiguera. Tots aquests comtes tenien drets en el comtat i vers la fi del segle sembla que aquest es dividí. En aquest moment, el Capcir es va integrar, amb altres territoris veïns, al comtat de Cerdanya, aleshores en poder de Guifré el Pilós. Mort el comte Guifré, els comtats que ell regia es dividiren entre els seus fills i, a partir d'aquest moment, el Capcir va restar unit al comtat de Cerdanya heretat pel seu fill Miró II, el jove. D'ençà de llavors, el Capcir es va considerar unit al comtat de Cerdanya i així, a la repartició dels comtats feta a la mort Oliba Cabreta el 990 i de Guifré II el 1050, sempre restà unit a Cerdanya i al Conflent, amb els quals termeneja. En passar el comtat de Cerdanya a la casa de Barcelona el 1117, passà a l'alt domini de Ramon Berenguer III.
El lligam entre la Corona d'Aragó i el Capcir, nom que apareix en la documentació com la montana que vocatur Capcir el 1087 o la terra Capcirii el 1296, no es va trencar amb el tractat de Corbeil (1258), entre Jaume el Conqueridor i el rei Lluís IX de França, pel qual passaren al rei de França els castells fronterers de Puillorenç, Fenollet, Castellfisel, Perapertusa i Querbús. Fou, segurament, la manca de valor estratègic del territori capcinès el que va fer que restés unit al Conflent, bé que formant una sots-vegueria pròpia, centrada en el castell de Puigbalador.
El castell de Puigbalador, anomenat inicialment castell de Mont-real, havia estat construït vers el 1190 pel rei Alfons el Cast al territori de Riutort. La sots-vegueria comprenia tota la vall del Capcir i estava sota la jurisdicció del veguer de Conflent; aquesta organització política es va mantenir després del Tractat dels Pirineus (1659) i per açò el Capcir forma part avui del departament dels Pirineus Orientals. El sots-veguer de Capcir compartia el càrrec amb el del castlà de Puigbalador.
L'any 1317 la vall del Capcir, que fins aleshores havia format part de la diòcesi de Narbona, s'uní al nou Bisbat d'Alet, del Rasès, a la qual va pertànyer fins a la seva supressió l'any 1790. Aquesta adscripció, que recordava la dependència en tornar a crear-se el Bisbat de Perpinyà el 1817.
La senyoria del Capcir se la repartiren bàsicament el Monestir de Cuixà, senyor dels Angles, Matamala i la Llaguna, els vescomtes d'Évol, senyors de Font-rabiosa, amb drets a Puigbalador i diferents béns a altres llocs, la família Banyuls, senyora de Ral i Odelló de Querramar des del segle xv, i el rei, que, a més de l'alt domini, tenia alous a Puigbalador i a altres llocs. Al costat d'aquests dominis majors n'hi hagué d'altres de més petits, i en especial l'abadia de Sant Jaume de Jocon, del País de Salt, que tenia diferents alous en la majoria de pobles del Capcir.

## Demografia
La població del Capcir ha estat sempre molt poc nombrosa. En el primer fogatjament general de 1365-70, en que manquen els censos de Font-rabiosa i de Ral, tenia 217 focs, o sigui, un miler de persones o, com a màxim, ateses les dues localitats que hi falten, unes mil-dues-centes persones. Aquest cens va baixar tot al llarg dels segles xiv, xv i xvi fins a arribar a una situació pràcticament de despoblament vers la primera meitat del segle xvi, amb un total de 52 famílies o uns 270 habitants. És difícil de seguir el ritme d'aquest despoblament perquè els censos d'aquests segles són tots ells incomplets; amb tot, és revelador el fet que els Angles passés de 31 famílies vers el 1370 a 14 el 1385, a 4 el 1480 i a 8 el 1553; Formiguera tenia 36 focs el 1370, 20 a la fi del segle xiv, 14 al 1515 i 9 el 1553; Matamala, 31 el 1370, 13 el 1385, 9 el 1515 i 8 el 1553; i Puigbalador, la població o nucli més important a l'edat mitjana, va passar de 83 focs el 1370 a 22 a la fi del segle xiv i a 17 el 1553.
Els censos dels veïns del segle xviii indiquen que la comarca tingué una notable represa de poblament al llarg del segle anterior i que a la darreria del segle xviii s'havia arribat a un dels nivells més alts de tots els temps amb 3.158 h el 1799. Segons aquests censos, al llarg del segle xviii s'hauria passat de 1.900 h als 3.158 de la fi de segle. En aquest moment la població més important era Formiguera, amb 604 habitants, seguida dels Angles i de Puigbalador, que oscil·laven entorn dels 550. El punt màxim de població del Capcir el trobem el 1836, amb 3.481 habitants, o sigui 2.465 més que en el cens del 1982, la qual cosa que vol dir que en cent cinquanta anys la comarca havia perdut gairebé dos terços de la població, aquest despoblament va arribar al seu punt màxim el 1958 amb 1.109 h. A partir d'aquesta data la demografia va créixer molt poc a poc, fins al cens del 2006 que dona per als sis municipis del Capcir 1827 habitants, dels quals 568 corresponen als Angles i 435 Formiguera, la capital tradicional. Puigbalador en té 98; Font-rabiosa 107; la Llaguna 288; Matamala 290; Puigbalador 98 i Ral és el municipi més despoblat amb 41 habitants. El 2023, el Capcir comptava amb 1.831 habitants.

## Economia
L'evolució de l'economia, totalment agrària i ramadera, sense cap indústria, llevat d'algunes serradores o tala de bosc, explica la manca d'atracció de poblament que havia tingut des de sempre el Capcir així com la incapacitat per retenir-ne l'existent, especialment la gent jove, que cercava tradicionalment el seu lloc de treball a les comarques veïnes. La construcció dels embassaments de Matamala i de Puigbalador va donar feina ocasionalment al moment de construir-se, puix que les seves centrals són aigua avall de l'Aude, ja en terra occitana.
El que ha revitalitzat l'economia del Capcir han estat les pistes d'esquí dels Angles que donen feina sobretot a l'hivern a la majoria d'habitants de la zona i a més fa uns anys s'instal·là el (Parc animalier des Angles) que és un altre reclam. Cada any als Angles se celebra un festival dedicat a la cultura catalana anomenat Festi/Catal/Angles.

## Municipis del Capcir

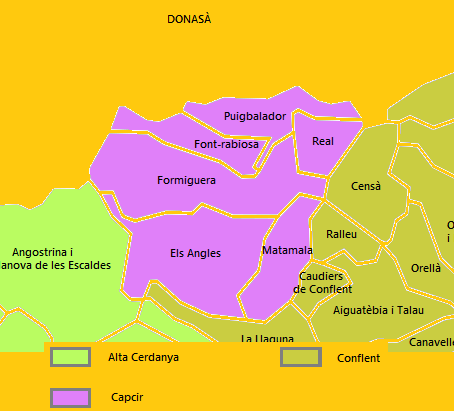
Mapa del Capcir

Nota: Segons una part de la bibliografia, la Llaguna forma part de la comarca del Capcir, però el darrer estudi que es considera oficial, el Nomenclàtor toponímic de la Catalunya del Nord, emès per l'Institut d'Estudis Catalans i la Universitat de Perpinyà - Via Domitia, situa definitivament aquesta comuna en el Conflent.

## Fotografia

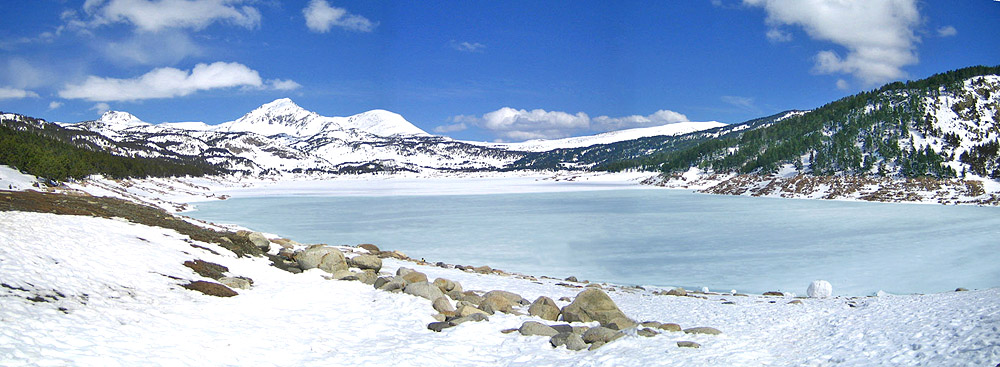
L'estany de la Bollosa, al Capcir.

A l'estiu, l'afluència turística hi és tan remarcada que l'accés és restringit al juliol a un autobús que enllaça l'aparcament de baix amb la presa de dalt. A més a més, s'hi situen un hotel de muntanya i un alberg.
El GR 11, sender de gran recorregut que travessa el Pirineu, voreja el llac.

## La llengua del Capcir
El català del Capcir (capcinès) presenta certs trets peculiars que, segons alguns estudiosos, podrien representar l'estat del català septentrional arcaic i que el diferencien bastant de l'estàndard català i també dels parlars rossellonesos. El capcinès presenta un caràcter ben clar de transició cap a l'occità dels pobles veïns més al nord, especialment pel que fa a la fonètica.